# Amata simillima
Amata simillima är en fjärilsart som beskrevs av Rothschild 1910. Amata simillima ingår i släktet Amata och familjen björnspinnare. Inga underarter finns listade i Catalogue of Life.